# Emma Villas Volley 2019-2020
Questa voce raccoglie le informazioni riguardanti l'Emma Villas Volley nelle competizioni ufficiali della stagione 2019-2020.

## Stagione
La stagione 2019-20 è per l'Emma Villas Volley, col nome sponsorizzato di Emma Villas Aubay Siena, la quarta in Serie A2: la squadra toscana ritorna nella serie cadetta dopo essere retrocessa dalla Superlega. Il club, sulla cui panchina viene chiamata Gianluca Graziosi, stranvolge completamente la rosa con l'unica conferma di Gabriele Maruotti: tra i nuovi acquisti quelli di Marco Falaschi, Carmelo Gitto, Romolo Mariano, Davide Marra, Sebastiano Milan e Yuri Romanò, mentre tra le cessioni quelle di Fernando Hernández, Jurij Hladyr, Yūki Ishikawa, Saeid Marouf, Cristian Savani e Simon Van de Voorde.
Il campionato si apre con il successo sulla Peimar, seguito dalla prima sconfitta ad opera dell'Atlantide Brescia: dopo tre vittorie di fila, la squadra di Siena perde alla sesta giornata contro l'Impavida Ortona, per poi vincere il resto delle gare del girone di andata, chiuso al primo posto e qualificandosi per la Coppa Italia di Serie A2/A3. Il girone di ritorno comincia con tre partite vinte per poi subire uno stop alla quindicesima giornata contro l'Olimpia Bergamo; nelle ultime quattro gare disputate l'Emma Villas ne vince tre, fino a quando il campionato viene prima sospeso e poi definitivamente interrotto a causa del diffondersi in Italia della pandemia di COVID-19: al momento dell'interruzione la squadra stazionava al primo posto in classifica.
Grazie al primo posto in classifica al termine del girone di andata l'Emma Villas partecipa alla Coppa Italia di Serie A2/A3: supera nei quarti di finale il Porto Viro, mentre in semifinali viene sconfitta dall'Olimpia Bergamo, venendo eliminata dalla competizione.

## Organigramma societario
Area direttiva
- Presidente: Giammarco Bisogno
- Vicepresidente: Guglielmo Ascheri (fino al 2 marzo 2020)
- Team manager: Marco Benocci

Area organizzativa
- Direttore sportivo: Fabio Mechini
- Segreteria amministrativa: Monia Lupi

Area tecnica
- Allenatore: Gianluca Graziosi
- Allenatore in seconda: Omar Fabian Pelillo
- Scout man: Ivan Contrario
- Video man: Lorenzo Bianciardi
- Responsabile settore giovanile: Luigi Banella
- Coordinatore settore giovanile: Michele Delvecchio

Area comunicazione
- Ufficio stampa: Lorenzo Bianciardi, Gennaro Groppa
- Responsabile comunicazione: Chiara Li Volti
- Fotografo: Paolo Lazzeroni
- Speaker: Giacomo Muzzi

Area marketing
- Responsabile ufficio marketing: Guglielmo Ascheri
- Biglietteria: Benedetta Collini

Area sanitaria
- Medico: Flavio D'Ascenzi, Mauro Picchi, Walter Vannuccini
- Fisioterapista: Francesco Alfatti, Caterina Rossi
- Preparatore atletico: Omar Fabian Pelillo

## Rosa
| N° | Nome                | Ruolo | Data di nascita  | Nazionalità sportiva |
| -- | ------------------- | ----- | ---------------- | -------------------- |
| 1  | Matteo Zamagni      | C     | 4 agosto 1989    | Italia               |
| 3  | Davide Marra        | L     | 12 marzo 1984    | Italia               |
| 4  | Niccolò Cappelletti | S     | 26 ottobre 1996  | Italia               |
| 5  | Marco Falaschi      | P     | 18 ottobre 1987  | Italia               |
| 6  | Manuele Lucconi     | O     | 9 febbraio 1999  | Italia               |
| 7  | Carmelo Gitto       | C     | 3 luglio 1987    | Italia               |
| 8  | Michael Zanni       | P     | 5 novembre 1998  | Italia               |
| 9  | Antonio Smiraglia   | C     | 30 dicembre 1988 | Italia               |
| 10 | Matteo Volpi        | L     | 24 novembre 2001 | Italia               |
| 11 | Gabriel Pessoa      | S     | 14 aprile 1993   | Brasile              |
| 12 | Romolo Mariano      | S     | 18 dicembre 1991 | Italia               |
| 14 | Sebastiano Milan    | S/O   | 6 aprile 1995    | Italia               |
| 15 | Gabriele Maruotti   | S     | 25 marzo 1988    | Italia               |
| 17 | Yuri Romanò         | O     | 26 luglio 1998   | Italia               |

## Mercato
| Acquisti | Acquisti            | Acquisti          | Acquisti   |
| R.       | Nome                | da                | Modalità   |
| -------- | ------------------- | ----------------- | ---------- |
| S        | Niccolò Cappelletti | Tuscania          | definitivo |
| P        | Marco Falaschi      | New Mater         | definitivo |
| C        | Carmelo Gitto       | Top Volley Latina | definitivo |
| O        | Manuele Lucconi     | Virtus Fano       | definitivo |
| S        | Romolo Mariano      | Marconi           | definitivo |
| L        | Davide Marra        | Callipo           | definitivo |
| S/O      | Sebastiano Milan    | Atlantide Brescia | definitivo |
| S        | Gabriel Pessoa      | Sesc              | definitivo |
| O        | Yuri Romanò         | Olimpia Bergamo   | definitivo |
| C        | Antonio Smiraglia   | Pag Taviano       | definitivo |
| C        | Matteo Zamagni      | Marconi           | definitivo |
| P        | Michael Zanni       | Villa d'Oro       | definitivo |

| Cessioni | Cessioni              | Cessioni            | Cessioni      |
| R.       | Nome                  | a                   | Modalità      |
| -------- | --------------------- | ------------------- | ------------- |
| L        | Matteo Chiappa        | Trentino            | fine prestito |
| C        | Lorenzo Cortesia      | Porto Robur Costa   | definitivo    |
| L        | Andrea Giovi          | -                   | ritirato      |
| P        | Matías Giraudo        | River Plate         | definitivo    |
| O        | Fernando Hernández    | Padova              | definitivo    |
| C        | Jurij Hladyr          | Jastrzębski Węgiel  | definitivo    |
| S        | Yūki Ishikawa         | Padova              | definitivo    |
| P        | Saeid Marouf          | Beijing             | definitivo    |
| C        | Andrea Mattei         | Tricolore           | definitivo    |
| S        | Cristian Savani       | Shabab Al-Ahli      | definitivo    |
| C        | Vincenzo Spadavecchia | Rinascita Lagonegro | definitivo    |
| C        | Simon Van de Voorde   | Aalst               | definitivo    |
| S        | Filippo Vedovotto     | New Mater           | definitivo    |

## Risultati

### Serie A2

#### Girone di andata
| 1ª giornata - 20 ottobre 2019 PalaMensSana, Siena                  | Emma Villas         | 3 - 2 | Peimar           | 22-25, 21-25, 25-16, 25-18, 15-13 |
| 2ª giornata - 27 ottobre 2019 PalaSanFilippo, Brescia              | Atlantide Brescia   | 3 - 1 | Emma Villas      | 25-20, 25-18, 19-25, 25-23        |
| 3ª giornata - 3 novembre 2019 PalaMensSana, Siena                  | Emma Villas         | 3 - 1 | Lupi Santa Croce | 25-15, 25-15, 20-25, 25-23        |
| 4ª giornata - 9 novembre 2019 Palazzetto dello sport, Bergamo      | Olimpia Bergamo     | 1 - 3 | Emma Villas      | 25-20, 28-30, 20-25, 24-26        |
| 5ª giornata - 17 novembre 2019 PalaMensSana, Siena                 | Emma Villas         | 3 - 0 | Libertas Brianza | 25-17, 25-21, 25-23               |
| 6ª giornata - 24 novembre 2019 Palasport Comunale, Ortona          | Impavida Ortona     | 3 - 2 | Emma Villas      | 25-22, 16-25, 19-25, 25-17, 15-11 |
| 7ª giornata - 1º dicembre 2019 PalaMensSana, Siena                 | Emma Villas         | 3 - 1 | Materdomini      | 25-22, 25-19, 22-25, 25-22        |
| 8ª giornata - 8 dicembre 2019 PalaMensSana, Siena                  | Emma Villas         | 3 - 2 | New Mater        | 24-26, 25-16, 25-21, 21-25, 15-12 |
| 9ª giornata - 15 dicembre 2019 PalaManera, Mondovì                 | Mondovì             | 0 - 3 | Emma Villas      | 22-25, 19-25, 13-25               |
| 10ª giornata - 22 dicembre 2019 PalaCorigliano, Corigliano-Rossano | Rinascita Lagonegro | 1 - 3 | Emma Villas      | 25-15, 19-25, 15-25, 14-25        |
| 11ª giornata - 26 dicembre 2019 PalaMensSana, Siena                | Emma Villas         | 3 - 0 | Tricolore        | 25-17, 25-13, 25-18               |

#### Girone di ritorno
| 12ª giornata - 5 gennaio 2020 PalaParenti, Santa Croce sull'Arno  | Peimar           | 0 - 3 | Emma Villas         | 23-25, 18-25, 19-25               |
| 13ª giornata - 12 gennaio 2020 PalaMensSana, Siena                | Emma Villas      | 3 - 1 | Atlantide Brescia   | 20-25, 27-25, 25-11, 26-24        |
| 14ª giornata - 19 gennaio 2020 PalaParenti, Santa Croce sull'Arno | Lupi Santa Croce | 1 - 3 | Emma Villas         | 23-25, 24-26, 25-21, 26-28        |
| 15ª giornata - 26 gennaio 2020 PalaMensSana, Siena                | Emma Villas      | 1 - 3 | Olimpia Bergamo     | 24-26, 23-25, 25-23, 13-25        |
| 16ª giornata - 2 febbraio 2020 PalaParini, Cantù                  | Libertas Brianza | 0 - 3 | Emma Villas         | 16-25, 24-26, 23-25               |
| 17ª giornata - 8 febbraio 2020 PalaMensSana, Siena                | Emma Villas      | 3 - 0 | Impavida Ortona     | 25-19, 25-16, 25-18               |
| 18ª giornata - 16 febbraio 2020 PalaGrotte, Castellana Grotte     | Materdomini      | 3 - 2 | Emma Villas         | 21-25, 25-20, 24-26, 25-20, 16-14 |
| 19ª giornata - 1º marzo 2020 PalaGrotte, Castellana Grotte        | New Mater        | -     | Emma Villas         | annullata                         |
| 20ª giornata - 8 marzo 2020 PalaMensSana, Siena                   | Emma Villas      | 3 - 0 | Mondovì             | 25-13, 25-18, 25-13               |
| 21ª giornata - 14 marzo 2020 PalaMensSana, Siena                  | Emma Villas      | -     | Rinascita Lagonegro | annullata                         |
| 22ª giornata - 22 marzo 2020 PalaBigi, Reggio Emilia              | Tricolore        | -     | Emma Villas         | annullata                         |

### Coppa Italia di Serie A2

#### Fase a eliminazione diretta
| Quarti di finale - 15 gennaio 2020 PalaMensSana, Siena | Emma Villas | 3 - 1 | Porto Viro      | 27-29, 25-23, 25-22, 25-9         |
| Semifinali - 29 gennaio 2020 PalaMensSana, Siena       | Emma Villas | 2 - 3 | Olimpia Bergamo | 24-26, 25-21, 22-25, 26-24, 17-19 |

## Statistiche

### Statistiche di squadra
| Competizione                | Punti | In casa | In casa | In casa | In trasferta | In trasferta | In trasferta | Totale | Totale | Totale |
| Competizione                | Punti | G       | V       | P       | G            | V            | P            | G      | V      | P      |
| --------------------------- | ----- | ------- | ------- | ------- | ------------ | ------------ | ------------ | ------ | ------ | ------ |
| Serie A2                    | 45    | 10      | 9       | 1       | 9            | 6            | 3            | 19     | 15     | 4      |
| Coppa Italia di Serie A2/A3 | -     | 2       | 1       | 1       | -            | -            | -            | 2      | 1      | 1      |
| Totale                      | -     | 12      | 10      | 2       | 9            | 6            | 3            | 21     | 16     | 5      |

G = partite giocate; V = partite vinte; P = partite perse

### Statistiche dei giocatori
| Giocatore      | Serie A2 | Serie A2 | Serie A2 | Serie A2 | Serie A2 | Coppa Italia di Serie A2/A3 | Coppa Italia di Serie A2/A3 | Coppa Italia di Serie A2/A3 | Coppa Italia di Serie A2/A3 | Coppa Italia di Serie A2/A3 | Totale | Totale | Totale | Totale | Totale |
| Giocatore      | P        | PT       | AV       | MV       | BV       | P                           | PT                          | AV                          | MV                          | BV                          | P      | PT     | AV     | MV     | BV     |
| -------------- | -------- | -------- | -------- | -------- | -------- | --------------------------- | --------------------------- | --------------------------- | --------------------------- | --------------------------- | ------ | ------ | ------ | ------ | ------ |
| N. Cappelletti | 7        | 2        | 2        | 0        | 0        | 1                           | 0                           | 0                           | 0                           | 0                           | 8      | 2      | 2      | 0      | 0      |
| M. Falaschi    | 19       | 37       | 7        | 18       | 12       | 2                           | 5                           | 1                           | 4                           | 0                           | 21     | 52     | 8      | 22     | 12     |
| C. Gitto       | 19       | 152      | 105      | 38       | 9        | 2                           | 24                          | 14                          | 10                          | 0                           | 21     | 176    | 119    | 48     | 9      |
| M. Lucconi     | 7        | 2        | 2        | 0        | 0        | 1                           | 1                           | 1                           | 0                           | 0                           | 8      | 3      | 3      | 0      | 0      |
| R. Mariano     | 19       | 180      | 153      | 20       | 7        | 2                           | 23                          | 19                          | 2                           | 2                           | 21     | 203    | 172    | 22     | 9      |
| D. Marra       | 19       | 0        | 0        | 0        | 0        | 2                           | 0                           | 0                           | 0                           | 0                           | 21     | 0      | 0      | 0      | 0      |
| G. Maruotti    | 6        | 91       | 75       | 9        | 7        | -                           | -                           | -                           | -                           | -                           | 6      | 91     | 75     | 9      | 7      |
| S. Milan       | 19       | 302      | 241      | 26       | 35       | 2                           | 37                          | 30                          | 3                           | 4                           | 21     | 339    | 271    | 29     | 39     |
| G. Pessoa      | 6        | 13       | 12       | 0        | 1        | 2                           | 10                          | 6                           | 2                           | 2                           | 8      | 23     | 18     | 2      | 3      |
| Y. Romanò      | 19       | 348      | 297      | 19       | 32       | 2                           | 45                          | 36                          | 3                           | 6                           | 21     | 393    | 333    | 22     | 38     |
| A. Smiraglia   | 6        | 11       | 6        | 5        | 0        | 0                           | 0                           | 0                           | 0                           | 0                           | 6      | 11     | 6      | 5      | 0      |
| M. Volpi       | 1        | 0        | 0        | 0        | 0        | -                           | -                           | -                           | -                           | -                           | 1      | 0      | 0      | 0      | 0      |
| M. Zamagni     | 17       | 133      | 92       | 37       | 4        | 2                           | 15                          | 9                           | 4                           | 2                           | 19     | 148    | 101    | 41     | 6      |
| M. Zanni       | 15       | 3        | 0        | 0        | 3        | 1                           | 0                           | 0                           | 0                           | 0                           | 16     | 3      | 0      | 0      | 3      |

P = presenze; PT = punti totali; AV = attacchi vincenti; MV = muri vincenti; BV = battute vincenti